# Девід Тейлор (борець)
Девід Морріс Тейлор (англ. David Morris Taylor; нар. 5 грудня 1990, Ріно, Невада) — американський борець вільного стилю, чемпіон Олімпійських ігор, триразовий чемпіон світу, триразовий Панамериканський чемпіон, срібний призер Кубку світу, бронзовий призер Універсіади.

## Життєпис
Боротьбою почав займатися з 1995 року.
Виступає за борцівські клуби «Titan Mercury», «Nittany Lion». Тренери — Джефф Джордан, Кейсі Каннінгем.
Закінчив Університет штату Пенсильванія. Представляючи цей університет, він був нагороджений трофеєм Дена Ходжа у 2012 та 2014 роках, який вручається кращому борцю року в Сполучених Штатах Америки за результатами голосування національних ЗМІ та тренерів. Він також був визнаний борцем року Великої десятки конференцій 2011, 2012 та 2014 років.
За збірну США з боротьби почав виступати з 2013 року.
Став чемпіоном літніх Олімпійських ігор 2020 року в Токіо, здолавши у фінальному поєдинку представника Ірану, олімпійського чемпіона попередніх ігор Хассана Яздані з рахунком 4:3.
Влітку 2024 року після поразки від чотириразового чемпіона NCAA з команди Університет штату Пенсильванія Аарона Брукса у фіналі відбіркових змагань до літніх Олімпійських ігор 2024 року в Токіо Девід Тейлор оголосиа про завершення своєї спортивної кар'єри  та перейшов на тренерську роботу, очолиши команду «Оклахома Стейт Ковбойз» з Університет штату Оклахома. Але потім взяв участь у відбіркових змаганнях до чемпіонату світу 2024 року, що мав відбутися наприкіні жовтня тоо ж року в столиці Албанії Тирані у неолімпійських вагових категоріях. Вигравши їх, Тейлор вирішив поїхати на чемпіонат світу за кілька днів до початку свого першого сезону на посаді головного тренера.
Через випадкове жеребкування турнірної таблиці на чемпіонаті світу—2024, перший бій Тейлора виявився проти п'ятиразового чемпіонв світу та дворазового олімпійського чемпіона  Абдулрашида Садулаєва, що створило матч чемпіонського рівня в першому раунді. Хоча Садулаєв переміг Тейлора з рахунком 7-0, він повернув Тейлора до втішноого турніру, коли сам вийшов у фінал після напруженого, конкурентного матчу 5-3 проти іранця Камрана Гасемпура в півфіналі. 
Потім Тейлору довелося перемогти Абубакра Абакарова з Азербайджану та Ларса Шефле з Німеччини, щоб вийти до поєдинку за бронзову медаль, де він зустрівся з дворазовим чемпіоном світу Камраном Гасемпуром. Він переміг іранця з рахунком 6-3, ставши бронзовим призером чемпіонату світу.

## Спортивні результати на міжнародних змаганнях

### Виступи на Олімпіадах
| Змагання                    | Збірна | Вагова категорія          | Місце  |
| --------------------------- | ------ | ------------------------- | ------ |
| Літні Олімпійські ігри 2020 | США    | вільна боротьба, до 86 кг | Золото |

### Виступи на Чемпіонатах світу
| Змагання                        | Збірна | Вагова категорія          | Місце  |
| ------------------------------- | ------ | ------------------------- | ------ |
| Чемпіонат світу з боротьби 2018 | США    | вільна боротьба, до 86 кг | Золото |
| Чемпіонат світу з боротьби 2021 | США    | вільна боротьба, до 86 кг | Срібло |
| Чемпіонат світу з боротьби 2022 | США    | вільна боротьба, до 86 кг | Золото |
| Чемпіонат світу з боротьби 2023 | США    | вільна боротьба, до 86 кг | Золото |
| Чемпіонат світу з боротьби 2024 | США    | вільна боротьба, до 92 кг | Бронза |

### Виступи на Панамериканських чемпіонатах
| Змагання                                   | Збірна | Вагова категорія          | Місце  |
| ------------------------------------------ | ------ | ------------------------- | ------ |
| Панамериканський чемпіонат з боротьби 2018 | США    | вільна боротьба, до 86 кг | Золото |
| Панамериканський чемпіонат з боротьби 2019 | США    | вільна боротьба, до 86 кг | Золото |
| Панамериканський чемпіонат з боротьби 2021 | США    | вільна боротьба, до 86 кг | Золото |

### Виступи на Універсіадах
| Змагання               | Збірна | Вагова категорія          | Місце  |
| ---------------------- | ------ | ------------------------- | ------ |
| Літня Універсіада 2013 | США    | вільна боротьба, до 74 кг | Бронза |

### Виступи на Кубках світу
| Змагання                    | Збірна | Вагова категорія          | Місце  |
| --------------------------- | ------ | ------------------------- | ------ |
| Кубок світу з боротьби 2017 | США    | вільна боротьба, до 86 кг | Срібло |
| Кубок світу з боротьби 2018 | США    | команда                   | Золото |

### Виступи на інших змаганнях
| Змагання                                                     | Збірна | Вагова категорія                 | Місце  |
| ------------------------------------------------------------ | ------ | -------------------------------- | ------ |
| Rumble on the Rails 2013                                     | США    | Multiple Style Event, до LL74 кг | Золото |
| Літня Універсіада 2013                                       | США    | вільна боротьба, до 74 кг        | Бронза |
| Турнір Яшара Догу 2015                                       | США    | вільна боротьба, до 74 кг        | 5      |
| Beat the Streets 2015                                        | США    | вільна боротьба, до 74 кг        | Золото |
| Гран-прі Іспанії з боротьби 2015                             | США    | вільна боротьба, до 74 кг        | Золото |
| Турнір Степана Саргісяна 2015                                | США    | вільна боротьба, до 74 кг        | Золото |
| Золотий Гран-прі з боротьби 2015                             | США    | вільна боротьба, до 86 кг        | 5      |
| Гран-прі Іспанії з боротьби 2016                             | США    | вільна боротьба, до 86 кг        | Золото |
| Клубний чемпіонат світу з боротьби 2016                      | США    | команда                          | Золото |
| Гран-прі Парижа з боротьби 2017                              | США    | вільна боротьба, до 86 кг        | Золото |
| Клубний чемпіонат світу з боротьби 2017                      | США    | команда                          | Срібло |
| Гран-прі «Іван Яригін» 2018                                  | США    | вільна боротьба, до 86 кг        | Золото |
| Турнір Яшара Догу 2018                                       | США    | вільна боротьба, до 86 кг        | Золото |
| Grapple at the Garden 2019                                   | США    | Multiple Style Event, до LL86 кг | Срібло |
| Олімпійський кваліфікаційний турнір з боротьби 2020 (Оттава) | США    | вільна боротьба, до 86 кг        | Золото |

### Виступи на змаганнях молодших вікових груп
| Змагання                                      | Збірна | Вагова категорія          | Місце |
| --------------------------------------------- | ------ | ------------------------- | ----- |
| Чемпіонат світу з боротьби серед юніорів 2007 | США    | вільна боротьба, до 50 кг | 8     |